# Samuel Urlsperger

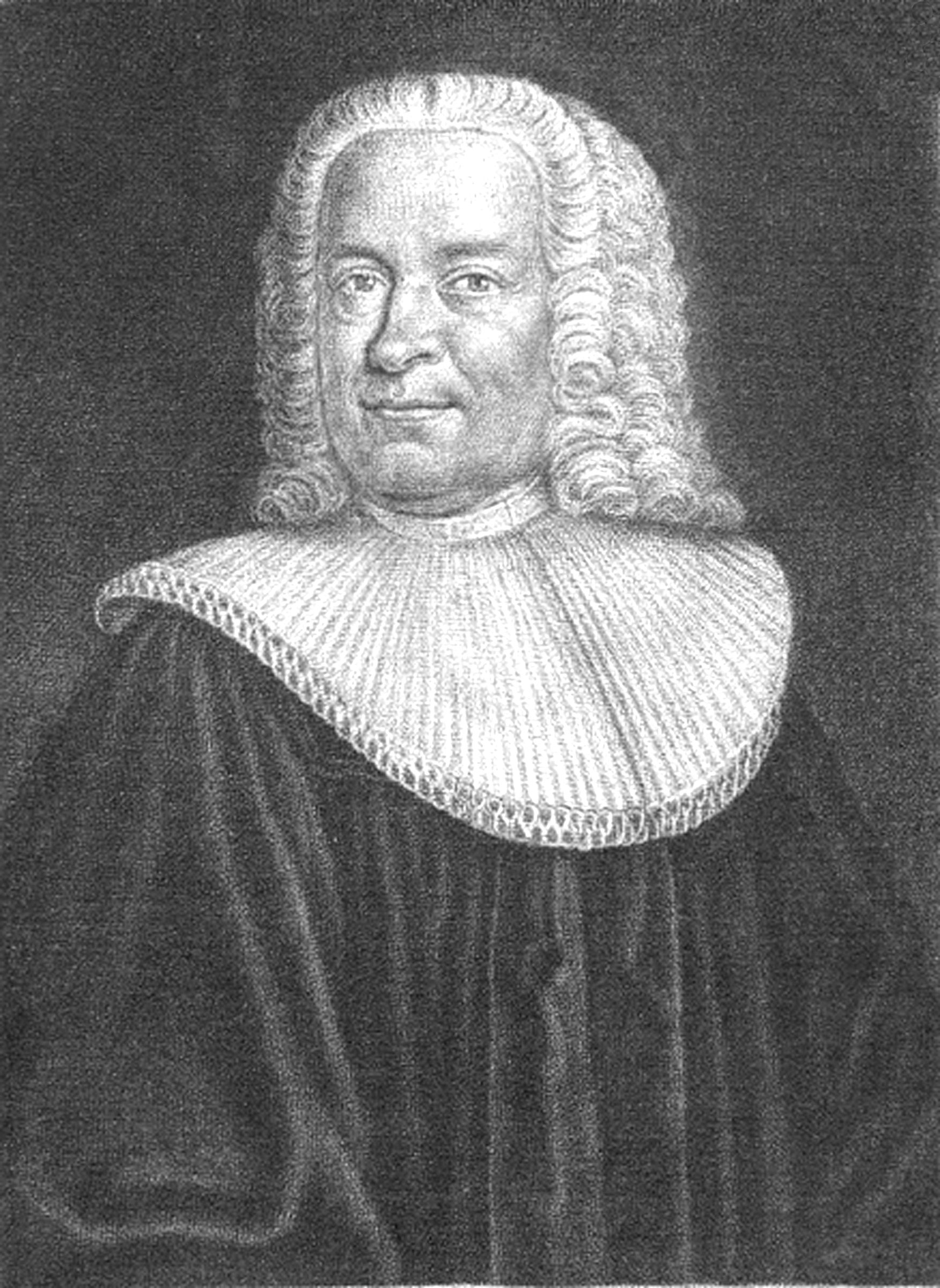
Samuel Urlsperger

Samuel Urlsperger (auch: Urlsberger; * 31. August 1685 in Kirchheim unter Teck; † 21. April 1772 in Augsburg) war ein deutscher lutherischer Theologe mit pietistischer Ausrichtung.

## Leben
Urlsperger stammte aus einer ehemals in Ungarn sehr angesehenen und wohlhabenden Familie, die, wie viele andere Protestanten in Ungarn und der Steiermark, im Dreißigjährigen Kriege hatte auswandern müssen.
Der Sohn des Verwalters Georg Reinhold Urlsperger († 8. Juli 1715 in Kirchheim unter Teck) und dessen Frau Anna Katharina Haas (28. Juli 1644 in Kirchheim unter Teck; † 29. April 1712 ebenda) – Tochter des Bürgermeisters Matthäus Haas und dessen Frau Ursula Daler – besuchte bis ins 14. Lebensjahr die heimische Stadtschule und anschließend vermutlich den Gymnasialunterricht im Kloster Blaubeuren. Mit achtzehn Jahren hatte er, mit einem Stipendium ausgerüstet, an der Universität Tübingen das Studium der Theologie aufgenommen und war dort 1705 Magister der philosophischen Wissenschaften geworden. Dann begann er sich auf das Studium der Theologie zu konzentrieren und absolvierte 1707 das theologische Examen in Stuttgart. Während dieser Zeit hatte er in Tübingen seine ungedruckt gebliebene Abhandlung über das Naturrecht Ratio et fides collatae contra Lockium et Poiretum verfasst. An der Ritterakademie in Erlangen setzte er 1708 seine theologischen Studien fort. Nach einem kurzen Aufenthalt 1709 an der Universität Jena und bei August Hermann Francke an der Universität Halle führte ihn eine Reise nach Leiden und zu Henricus Pontanus (1674–1714) sowie Melchior Leydecker (1642–1721) an die Universität Utrecht. Als seinen Gehilfen zog Anton Wilhelm Böhme (1673–1722) den jungen Urlsperger an die Savoykirche in London.
Die Zeit in England hatte für seine geistige Entwicklung und sein späteres Wirken große Bedeutung. Er trat hier mit der Gesellschaft zur Beförderung der Erkenntnis Christi in Verbindung und lernte deren dem Spenerschen Pietismus verwandte Bestrebungen kennen. So machte er sich zum Beispiel mit dem dortigen Katechismusunterricht vertraut und lernte die Versorgung der Kolonien und der Halleschen Mission mit Bibeln und Erbauungsschriften kennen, und die Gesellschaft wählte ihn zu ihrem Mitglied. 1712 bezog er mit etlichen Engländern das englische Haus in Halle, wo er diesmal etwas länger verweilen und sich intensiver mit Francke auseinandersetzen konnte. Über Hannover, Hamburg, Stendal, Wolfenbüttel, Halberstadt, Magdeburg, Berlin und Leipzig reisend, kehrte er in seine Heimat zurück.
1713 war er Prediger in Stetten im Remsthal geworden. 1714 ging er nach Stuttgart, wo er Hofdiakon, später herzoglich württembergischer Oberhofprediger und Konsistorialrat wurde. Dass sich sein Dienstherr Eberhard Ludwig von Württemberg einem sittenlosen Leben hingab, in der Folge seine Frau Johanna Elisabeth von Baden-Durlach verstieß und seine Mätresse Wilhelmine von Grävenitz vorzog, erregte den Unwillen seiner Untertanen. Urlsperger wagte es, bei einer Predigt vor dem Hof dagegen aufzutreten. Der in Wut geratene Herzog ließ daraufhin seinen Hofprediger einkerkern und versuchte ihm durch einfache Kabinettsjustiz den Prozess zu machen.
Durch das Einschreiten des Ministers Johann Heinrich von Schütz auf Adelsberg (1669–1732) wurde das Schlimmste verhindert. Nachdem Urlsperger ohne Amt und Gehalt zwei Jahre mit seiner Familie in Stuttgart verbracht hatte, durfte er – wieder durch Schütz’ Befürwortung – 1720 einem Ruf als Stadtpfarrer und Spezialsuperintendent nach Herrenberg folgen. Drei Jahre später folgte er einem wiederholten Ruf nach Augsburg. Dort wurde er Pastor an der Hauptkirche St. Anna und Senior des Augsburgischen Ministeriums.
Er starb, nachdem er in höherem Alter in Ruhestand versetzt worden war, im 87. Lebensjahr.

## Wirken
Er verfasste zahlreiche Predigten und Schriften erbaulichen Inhalts und führte Predigt-Repetitionen in seinem Hause ein; er wirkte lange als Vorsteher des Augsburger Krankenhauses. Neben dieser Tätigkeit in seiner Gemeinde und für Augsburg hatte Urlsperger auch eine erhebliche Wirkung nach außen. Schon in London war seine Hingabe für die Mission und die äußere Ausbreitung des Reiches Gottes geweckt worden. Als 1731/32 der Erzbischof von Salzburg Leopold Anton von Firmian seine evangelischen Untertanen vertrieben hatte, war es Urlsperger, der sich wie kaum ein anderer in Deutschland um sie bemühte. Er trat mit der englischen Gesellschaft zur Verbreitung christlicher Erkenntnis in Verbindung und diese übertrug ihm die Sorge für die Überführung verschiedener Abteilungen dieser Salzburger Exulanten nach England und von da nach Georgia in Amerika, wo sie südlich von Savannah die Stadt Ebenezer gründeten.
Kurz bevor die ersten 300 nach Amerika übersiedelten, war Urlsperger mit dem Grafen Christian Ernst zu Stolberg-Wernigerode dadurch bekannt geworden, dass sein Schwager Christoph Adolph Jäger vom Jägersberg am 1. August 1732 zum Hofmeister des Erbgrafen Henrich Ernst bestellt worden war. In Wernigerode wurden die ersten Prediger und Lehrer der Kolonie, Bolze und Gronau, wie auch noch spätere, ordiniert. Dieser deutsch-evangelische Ansiedlung jenseits des Ozeans widmete er sich in der Folge intensiv und ließ über dieses Ackerwerk Gottes wiederholt gedruckte Schriften und Rechenschaftsberichte über Wachstum, Einnahmen und Ausgaben erscheinen, bis er diese Arbeit und den großen in dieser Angelegenheit zu führenden Briefwechsel seinem Sohn Johann August Urlsperger überließ. Überall, wo evangelische Glaubensgenossen unter schwerem Gewissensdruck und Verfolgung litten, versuchte Urlsperger zu helfen.
Er erinnerte an sie in Ansprachen, Unterredungen und im Briefwechsel mit wohlhabenden und einflussreichen Gönnern. Seinen Briefen ist zu entnehmen, wie reich die freiwilligen Gaben besonders aus Augsburg, Nürnberg, Straßburg, Berlin, der Schweiz und anderen Orten zusammenflossen. Da aber mit Geldmitteln zunächst da nicht zu helfen war, wo die unterdrückte Gewissensfreiheit den Glaubensgenossen nicht einmal das Recht zur Auswanderung gewährte, setzte Urlsperger alles in Bewegung, um auf diplomatischem Wege ein gewisses Maß von Erleichterung und die Erlaubnis zu erwirken, ihre Heimat zu verlassen. Er benutzte dazu seinen Briefwechsel mit fürstlichen Personen, besonders mit Prinzessinnen, und suchte auch sonst durch einflussreiche Korrespondenten mittelbar auf die größeren evangelischen Höfe einzuwirken. Wenig war durch die Vertretung der evangelischen Stände im Reich in Regensburg zu erreichen.
Durch den ihn verehrenden frommen Grafen Christian Ernst zu Stolberg suchte er seinen Zweck auch bei den Königen von Preußen und Dänemark zu erreichen. Schließlich kam es dazu, dass auch im Verein mit der englischen Christentumsgesellschaft durch die Generalstaaten und die Höfe von England, Preußen und Dänemark Vorstellungen bei dem Kaiser in Wien zu Gunsten der bedrückten Evangelischen in Böhmen und den österreichischen Erblanden gemacht wurden, besonders energisch von Seiten Preußens. Urlspergers Eifer bei dieser Sache mochte zum Teil daher rühren, dass seine eigenen Vorfahren um ihres Glaubens willen aus Ungarn und Steiermark vertrieben worden waren. Auch der Polen nahm er sich an und wollte ein böhmisches Gesangbuch in Halle drucken lassen. Bei der Arbeit für Ebenezer war er besorgt, dass Auswandernde der Herrnhuter Brüdergemeine dort oder in zu großer Nähe sich ansiedeln könnten, denn zu Nikolaus Ludwig von Zinzendorf stand Urlsperger in einem scharfen Gegensatz. Urlsperger war auch Mitbegründer der evangelischen Gemeinde in Smyrna und wirkte bis nach Schweden. Als Vorläufer von Werken der inneren Mission lassen sich auch seine Bemühungen um die zahlreichen in Augsburg verkehrenden jungen Kaufleute sowie um die Handwerker erwähnen.

## Familie
Urlsperger war seit dem 7. August 1713 in Erlangen verheiratet mit Sophie Jakobine (* 30. April 1689 in Kirchheim unter Teck; † 19. Februar 1773 in Augsburg), der Tochter des Klosterhofmeisters und späteren Rektors der Ritterakademie in Erlangen, Christian Friedrich Jäger von Jägersberg und dessen Frau Maria Dorothea Jäger. Aus der Ehe gingen fünf Söhne und fünf Töchter hervor; von denen jedoch nur ein Sohn und vier Töchter den Vater überlebten. Bekannt von den Kindern ist:
- Johann August Urlsperger verh. 1757 mit Anna Ouchterlony
- Wilhelmina Dorothea Urlsperger verh. 1733 mit dem Pastor in Gräfenthal, später in Pösneck, und Superintendenten in Saalfeld Georg Wendrich
- Johanna Urlsperger verh. 1739 mit dem Pastor der Barfüßergemeinde in Augsburg Gottfried Holeisen
- Maria Elisabeth Urlsperger verh. 1745 mit dem Diakon an St. Anna in Augsburg Ludwig Heinrich Burry
- Maria Magdalena Urlsperger verh. 1751 mit dem Pastor an der Barfüßerkirche in Augsburg Marcus Friedrich Krauß

## Werke
- Bericht von der dänischen Mission zu Tranquebar. . . . 1715
- Lebenslauf Dr. M. Lutheri. . . . 1717
- Vier Hauptbewegungsgründe, das Herz des Menschen zur Uebergabe an Gott zu bringen; eine Predigt. Augsburg 1722
- Der Kranken Gesundheit und der Sterbenden Leben, »der schritt: mißiger Unterricht für Kranke und Sterbende. Augsburg 1723 (Online), 1751
- Leichenrede auf Frau Anna Rosina Sulzer. Augsburg 1723
- Leichenrede auf Daniel Koch, Rathsronsulenten. Augsburg 1723
- Sendschreiben an einen vornehmen Theologen unserer evangelischen Kirche, darinnen von des sogenannten G. Lebrecht Petrải edirten Beweis wider meinen Unterricht für Kranke die nöthige Nachricht gegeben und unbilliger Verdacht falscher Lehren abgelehnt wird. Augsburg 1725
- Auf den Hintritt des Pfarrers Gottfried Comer. Augsburg 1728
- Leichenrede auf Joh. Thomas v. Raumer. Augsburg 1728
- Leichenrede auf Balthasar v. Schnurbein von Untermeitingen. Augsburg 1729
- Leichenrede auf Paul v. Stetten, der Reichsstadt Augsburg Stadtpfleger. Augsburg 1729
- Leichenrede auf Lucas Schröck, Stadtphysikus zu Augsburg. Augsburg 1730
- Auf M. C. Welser’s Hintritt; eine Leichenpredigt. Augsburg 1731
- Stellung der Gläubigen vor das Angesicht der Herrlichkeit Jesu; eine Predigt. Augsburg 1732
- Ausführliche Nachricht Von den Saltzburgischen Emigranten, die sich in America niedergelassen haben. Worin, nebst einem historischen Vorbericht von dem ersten und andern Transport derselben, die Reise-Diaria des Königlichen Groß-Britannischen Commissarii und der beyden Saltzburgischen Prediger, wie auch eine Beschreibung von Georgien, imgleichen verschiedene hierzu gehörige Briefe enthalten. Verlag Waisenhaus, Halle 1735. online
- Erste Continuation der ausführlichen Nachricht von denen Saltzburgischen Emigranten, die sich in America niedergelassen haben. Worin die Tage-Register der beyden Saltzburgischen Prediger zu EbenEzer in Georgien vom 17 Iul. 1734 bis 1735 zu Ende, mit einigen hierzu gehörigen Briefen enthalten sind. Verlag Waisenhaus, Halle 1738. online
- Zweyte Continuation der ausführlichen Nachricht von denen saltzburgischen Emigranten, die sich in America niedergelassen haben. Worin enthalten sind I. Das Tage-Register der beyden Prediger zu EbenEzer in Georgien vom Jahr 1736. II. Des Herrn von Reck Reise-Diarium, als derselbe anno 1735. mit dem dritten Transport evangelischer Emigranten nach America gegangen, nebst zweyen Briefen aus Neu-England. III. Der Prediger in EbenEzer Briefe vom Jahr 1735 und 1736. IV. Einige Briefe der Saltzburger in EbenEzer vom Jahr 1735, 1737, and 1738. Verlag Waisenhaus, Halle 1739. online
- Dritte Continuation der ausführlichen Nachricht von den Saltzburgischen Emigranten, die sich in America niedergelassen haben. Worin enthalten sind I. Das Tage-Register der beyden Prediger zu EbenEzer in Georgien vom I. Ian. 1737. bis auf den 30. Iun. 1737. II. Der Prediger in EbenEzer, wie auch einiger Saltzburger Briefe, vom Jahr 1737. 1738. und 1739. III. Eine kurtze Aufmunterung zu einer Christlichen und freywilligen Liebes-Steuer von EbenEzer, &c. Verlag Waisenhaus, Halle 1740. online
- Vierte Continuation der ausführlichen Nachricht von den Saltzburgischen Emigranten, die sich in America niedergelassen haben. Worin enthalten sind: I. Das Tage-Register der beyden Prediger zu EbenEzer in Georgien vom. I. Iul. 1737. bis auf den 31. Mart. 1739. II. Gedachter Prediger, wie auch einiger Saltzburger und andere Briefe, vom Jahr 1739. III. Ein Extract aus Georg Sanftlebens kleinem Reise-Diario, als derselbe zu Ende des Ianuarii 1739. mit etlichen Colonisten wieder nach Georgien gegangen. IV. Ein Verzeichniss aller Personen, die theils den 19. May 1739. in EbenEzer gelebet, theils von Anno 1734. bis dahin gestorben. Verlag Waisenhaus, Halle 1740. online
- Fünfte Continuation der Ausführlichen Nachricht von den Saltzburgischen Emigranten, die sich in America niedergelassen haben. Worin enthalten sind: I. Das Tage-Register der beyden Prediger zu Eben-Ezer in Georgien vom I. Apr. 1738. bis zu Ende selbigen Jahres. II. Gedachter Prediger, wie auch einiger Saltzburger, und besonders der Eben-Ezerischen Waysenkinder, sodenn anderer Briefe, vom Ende des Jahrs 1739. und vom Anfang des Jahrs 1740. III. Ein Dancksagungs-Schreiben der saltzburgischen Colonisten in Eben-Ezer an alle ihre bisherige Wohlthäter in und ausser Teutschland. Eben derselben Ermahnungs-Schreiben an ihre, sonderlich mit ihnen bekannte und verwandte Landsleute in und ausser dem Reich. Verlag Waisenhaus, Halle 1740. online
- Samuel Urlsperger (Hrsg.): Sechste Continuation der ausführlichen Nachricht von den Saltzburgischen Emigranten, die sich in America niedergelassen haben. Worin enthalten sind: I. Das Tage-Register der beyden Prediger zu Eben-Ezer in Georgien vom Jahr 1739. II. Gedachter Prediger, wie auch anderer Briefe vom Jahr 1740. Verlag Waisenhaus, Halle 1741. online
- Siebente Continuation der Ausführlichen Nachricht von den Saltzburgischen Emigranten, die sich in America niedergelassen haben. Worin enthalten sind: I. Das Tage-Register der beyden Herren Prediger zu Eben-Ezer vom Jahr 1740. II. Eben derselben, wie auch anderer von dort her geschriebene Briefe vom Jahr 1740. und 1741. Verlag Waisenhaus, Halle 1741. online
- Achte Continuation der ausführlichen Nachrichten von den Saltzburgischen Emigranten, die sich in America niedergelassen haben. Worinnen enthalten sind: I. Das Tage-Register der beyden Herren Prediger zu Eben-Ezer, von den sechs ersten Monaten des 1741 Jahrs. II. Eben derselben, wie auch anderer von dorther geschriebene Briefe von Jahr 1741. III. Eine zuverlässige Nachricht von dem Zustand der in Preussen und Litthauen etablirten saltzburgischchen Emigranten, und derselben Schreiben an die Eben-Ezerische Gemeine. Verlag Waisenhaus, Halle 1742. online
- Neunte Continuation der ausführlichen Nachrichten von den Saltzburgischen Emigranten, die sich in America niedergelassen haben. Worinn enthalten sind I. Das Tage-Register der beyden Herren Prediger zu Eben-Ezer, vom Isten. Iul. bis 12ten Nov. des 1741sten Jahres. II. Ein Tage-Register des Herrn Commissarii Joh. Gottfried von Müllern. III. Dergleichen von Herrn Vigera, deren ersterer den 4ten Transport von Augspurg nach London, der andere aber von dort aus nach EbenEzer unter Gottes Geleite geführet hat. IV. Einige von dorther geschriebene Briefe vom Jahr 1742. V. Eine zuverlässige Nachricht von dem im Iul. 1742. in die Provintz Georgien geschehenen Einfall der Spanier, und von Gottes wunderbarer Vorsorge, so dabey gewaltet. Verlag Waisenhaus, Halle 1743. online
- Zehente Continuation der ausführlichen Nachrichten von den Saltzburgischen Emigranten, die sich in America niedergelassen haben. Worinn enthalten: I. Der Rest des Tage-Register der beyden Herren Prediger zu Eben-Ezer, vom 13ten Nov. bis den 31. Dec. des 1741sten Jahres. II. Einige von dorther geschriebene Briefe des 1741sten Jahres. III. Das Tage-Register der beyden Herren Prediger aus Eben-Ezer, vom 1sten Jan. bis den 31. Mertz des 1742sten Jahres, IV. Extracte einiger Schreiben so wol der Herren Prediger, als auch etlicher Glieder der Gemeine zu Eben-Ezer. Verlag Waisenhaus, Halle 1744. online
- Elfte Continuation der ausführlichen Nachrichten von den Saltzburgischen Emigranten, die sich in America niedergelassen haben. Worinn I. Das Uebrige des Tage-Register der EbenEzerischen Herren Prediger vom Jahr. 1742. II. Ein kleines Reise-Journal des Herrn Past. Bolzius nach und von Charles-Town enthalten. Verlag Waisenhaus, Halle 1745. online
- Zwölfte Continuation der ausführlichen Nachrichten von den Saltzburgischen Emigranten, die sich in America niedergelassen haben. Worin das Tage-Register der EbenEzerischen Herren Prediger vom Anfange des Jahrs 1743. bis zu Ende desselben enthalten ist. Verlag Waisenhaus, Halle 1746. online
- Der dreyzehenden Continuation der ausführlichen Nachrichten von den Saltzburgischen Emigranten, die sich in America niedergelassen haben, Erster Theil: Worin die Briefe der Herren Prediger Bolzius und Lemke, sonderlich des ersten von den Jahren 1744. 1745. und 1746. und unter diesen ein gründliches Bedencken des Herrn Bolzius von der Schädligkeit, Mohren-Sclaven in eine Colonie einzuführen, enthalten ist; nebst einer Land-Charte von Georgien, und einem Plan von Neu-EbenEzer. Verlag Waisenhaus, Halle 1747. online
- Der dreyzehenden Continuation derer ausführlichen Nachrichten von den Salzburgischen Emigranten, die sich in America niedergelassen haben, Zweyter Theil: Worinn enthalten: I. Das Tageregister des Herrn Prediger, Boltzius, zu EbenEzer, vom 17ten Jan. bis den ietzt Jun. des 1747sten Jahres. II. Einige von dorther geschriebene Briefe von den Jahren 1746. 1747. und 1748. III. Beschreibung des in EbenEzer, den 10. Merz, 1744. gefeyerten jährlichen Dankfestes. IIII. Copien, von den respectiue Vocationen und Instructionen der Herren Prediger in EbenEzer, Bolzius und Gronau. Verlag Waisenhaus, Halle 1749. online
- Die vierzehente Continuation der ausführlichen Nachrichten von den Salzburgischen Emigranten, die sich in America niedergelassen haben. Worinn enthalten: I. Das Tageregister des Herrn Prediger, Bolzius, zu EbenEzer von der andern Hälfte des Jahrs 1747. und dem Jenner, Merz, und April des Jahrs 1748. II. Einige von dorther geschriebene Briefe vom Ende des Jahres 1748. und den ersten Monaten des Jahres 1749. III. Extracte einiger Briefe von London des Jahrs 1749. IIII. Probe einiger aus dem Reiche der Natur im Monate August 1748. auf besonderes Verlangen von Herrn Bolzius gemachten Anmerkungen. Verlag Waisenhaus, Halle 1749. online
- Die fünfzehente Continuation der ausführlichen Nachrichten von den Salzburgischen Emigranten, die sich in America niedergelassen haben. Worinn enthalten: I. Das Tageregister des Herrn Prediger, Bolzius, zu EbenEzer, betreffend die Monate, May, Julius, August, September und December des Jahrs 1748. II. Fernere Probe einiger aus dem Reiche der Natur im Monate September 1748. auf besonderes Verlangen gemachten Anmerkungen. III. Drey von dorther geschriebene Briefe vom Jahre 1749. Verlag Waisenhaus, Halle 1749. online
- Die sechszehente Continuation der ausführlichen Nachrichten von den Salzburgischen Emigranten, die sich in America niedergelassen haben. Worinn enthalten: I. Eine schriftmässige Ermunterungsrede an die Ebenezerische Gemeine, so der Editor, statt einer sonst gewöhnlichen Vorrede, hat voran gehen lassen wollen. II. Das Tageregister des Herrn Prediger Bolzius zu Ebenezer, betreffend die 6. ersten Monate des Jahrs 1749. III. Einige von den beiden dortigen Herren Predigern geschriebene Briefe und Extracte derselben, von den Jahren 1749. und 1750. IIII. Ein Verzeichniss der vom May 1749. bis Ende des Septembers 1750. für Ebenezer eingelaufenen Liebesgaben. Verlag Waisenhaus, Halle 1750. online
- Der siebenzehente Continuation der ausführlichen Nachrichten von den Salzburgischen Emigranten, die sich in America niedergelassen haben. Worinn enthalten: I. Eine Erinnerung für die alte und neue Welt, sonderlich in Ebenezer, an die vor 20. Jahren geschehene grosse salzburgische Emigration. II. Das Tageregister des Herrn Prediger Bolzius, zu Ebenezer, vom Julio 1749 bis August 1750. III. Einige von den Jahren 1750. und 1751. aus Ebenezer geschribene Briefe. Verlag Waisenhaus, Halle 1752. online
- Der achtzehente Continuation der ausführlichen Nachrichten von den Salzburgischen Emigranten, die sich in America niedergelassen haben. Worinn enthalten: I. Das Tageregister des Herrn Bolzius, Prediger zu Ebenezer, vom Sept. 1750. bis auf den Mart. incl. 1751. II Gewisse an Herrn Bolzius aus Europa gethane Fragen und seine darauf gegebene Antworten von Carolina und Georgien. III. Ein gedoppelt veranlasster Anhang, bestehend 1.) in einer Trauungsrede über Pf. 119, 56, und 2.) in einer kurzen Nachricht von dem Evangel. Armenhause in Augsburg und einem darinnen auf künftige Pfingsten bevorstehenden gedoppelten Jubiläo. Verlag Waisenhaus, Halle 1752. online
- Leichenrede auf Joh. Thom. v. Raumer, Senior. Augsburg 1736
- Leichenrede auf Joh. Weidner, Pfarrer. Augsburg 1736
- Leichenrede auf J. G.. Ammon. Augsburg 1738
- Leichenrede auf Joh. v. Stetten, Stadtpfleger in Augsburg. Augsburg 1738
- Leichenpredigt auf M. H. Langenmantel, Stadtpfleger in Augsburg. Augsburg 1740
- Leichenrede auf Ph. J. Crophius, Rector am Gymnasium zu St. Annen in Augsburg. Augsburg 1742
- Ein Wort vom göttlichen Freispital; eine Predigt. Augsburg 1743
- Leichenrede auf J. G. Laire, Handelsherrn. Augsburg 1744
- Leichenrede auf J. P. v. Stetten. Augsburg 1746
- Leichenrede auf M. v. Schnurbein auf Meitingen. Augsburg 1746
- Nöthiger und kurzgefaßter Unterricht, theils von der Historie und dem Inhalt des auf einen dreißigjährigen Krieg endlich im J. 1648 erfolgten und durch Gottes Gnade beinahe hundert Jahre dauernden Westfälischen Friedens, besonders auch in Ansehung der hieran Theil nehmenden, des Heil. Röm. Reichs freien Reichsstadt Augsburg, und der darinnen kraft solches Friedens und dessen Executionsprocesses auf immer festgestellten Regimentsparität, theils von christschuldigster Begehung eines auf den 8. August 1745, als auf das ohnehin wegen dieses Friedens jährlich gewöhnliche evangelische Friedensfest obrigkeitlich verordneten hundertjährigen Jubelandenkens, zum Besten Anderer, sonderlich der lateinischen und deutschen Schulen unsers evangelischen Augsburg abgefaßt. Augsburg 1748
- Das dreifache Königliche Jubelwort, welches am 8. August 1748 aus Ps. 119, 162. wegen des 1648 geschlossenen Westphälischen Friedens verordneten Jubelfestes verkündigt worden. Augsburg 1748
- Leichenrede auf J. v. Brandhofer, Wechselherrn. Augsburg 1748
- Rede auf die Jubelfeier des Herrn Grafen v. Seckendorf zu Meuselwitz, aus Ps. 119, 175. Augsburg 1749
- Leichenrede auf PH. A. Benz, Juwelier. Augsburg 1749
- Leichenrede auf J. A. Amman, Administrator des evangelischen Gymnasiums zu Augsburg. Augsburg 1750
- Leichenrede auf Fraulein Magdalena Sulzer. Augsburg 1750
- Leichenrede auf W. J. Sulzer. Augsburg 1751
- Der beste Regentengang wurde aus dem 132sten Verse des 119ten Psalms bei der am 27. Juli vorgenommenen Wahl eines evangelischen Pflegers dieser freien Reichsstadt Augsburg, in einer gehaltenen Wahlpredigt, dem evangelischen Regentenstande allhier in Gottes Namen vorgelegt, und auf Verlangen dem Druck übergeben. Augsburg 1761
- Der Kranken Gesundheit und der Sterbenden Leben, oder schriftmäßiger Unterricht für Kranke und Sterbende. Augsburg 1751
- Leichenrede auf Frau Euphrosina Regina Gullmann. Augsburg 1752
- Wort vom Tod und Leben Jesu Christi, in 10 Fasten- und Osterpredigten. Augsburg 1752
- Wahrnehmung der von Jesu Christo zu einer exemplarischen Besserung über Luc. 13, 2-9 gehaltenen Casualpredigt, in vier Büßpredigten. Augsburg 1752
- Zwei heilige Taufreden bei der Taufhandlung eines jüdischen Proselyten. Augsburg 1752
- Leichenrede auf Frau Sabina Barbara v. Halder. Augsburg 1753
- Drei Davidische Festpredigten, nebst einer Versieglungspredigt. Augsburg 1753
- Zwei Neujahrsreden, ingleichen das Verlangen nach dem, was geistlich ist. Augsburg 1754
- Der Erbe der kleinen Heerde, d. i. der Gläubigen und Heiligen; in drei Predigten. Augsburg 1754
- Amerikanisches Ackerwort Gottes, oder zuverlässige Nachrichten von dem Zustande der von den Salzburgischcn Emigranten erbauten Stadt Eben-Ezer. Halle 1754–1766. 4 Stück
- Evangelische Einladung zum Erben am neuen Jahre; eine Predigt. Augsburg 1755
- Anweisung von dem im Jahr 1755 in Augsburg geschlossenen und bestätigten Religionsfrieden; bei Gelegenheit des 200jährigen Friedensfestes. Augsburg 1755
- Aufmunterung und Ermahnung zu der verordneten Sammlung, und fernerer Errichtung des gemeinschaftlichen Augsburgischen Zucht- und Arbeitshauses. Augsburg 1755
- Einweihungsrede der zum Arbeits- und Zuchthause gewidmeten evangelischen Capelle. Augsburg 1755
- Leichenrede auf Frau Regina Räder. Augsburg 1757
- Vier öffentliche Worte in zweien Predigten, bei Ordination zweier Canbidaten. Augsburg 1758
- Leichenrede auf Frau Sybilla Elisabeth Kopsin. Augsburg 1760
- Leichenrede auf Frau Euphrosinc, Edle von Hartenstein. Augsburg 1762
- Abschiedspredigt von der St. Anna-Gemeinde. Augsburg 1763